# Nellie the Elephant
«Nellie the Elephant» (Nellie, el elefante) es una canción de 1956 escrita por Ralph Butler y Peter Hart sobre un ficticio e inteligente elefante de mismo nombre.

## Tema original
La versión original se grabó en octubre de 1956 en la discográfica Parlophone R 4219, la actriz inglesa infantil Mandy Miller fue la encargada de cantar la canción junto con una orquesta dirigida por Phil Cardew. Fue remasterizada por Ron Goodwin y producida por George Martin. Aunque nunca fue un sencillo de éxito, ha sonado en incontables ocasiones en BBC Radio en los años 1950 y 60.

## Versiones
Esta canción ha sido versionada por grupos del panorama musical convirtiéndola en un gran éxito como ocurrió con la versión punk de la banda británica Toy Dolls en 1984 con la que alcanzaron el número 4 en las listas británicas y que permaneció entre las 100 mejores durante no menos de 12 semanas. Otro grupo que ha realizado versión, son la banda de folk metal española Mägo de Oz en el año 1999 manteniendo la base musical pero realizando un cambio de letra en su tema Resacosix en Hispania.